# Erdem Gül
Erdem Gül (Giresun, 1967) è un giornalista e politico turco, attuale sindaco di Isole dei Principi.
È stato caporedattore del quotidiano progressista Cumhuriyet tra il 2010 e il 2018. È stato arrestato nel novembre 2015 dopo che il suo giornale ha pubblicato un articolo che sosteneva che i servizi segreti turchi avessero mandato armi ai ribelli islamisti in Siria.

## Carriera
Ha studiato giornalismo all'Università Gazi di Ankara. Ha iniziato a lavorare come giornalista professionista nel 1992 per l'agenzia di stampa turca ANKA. Nel 2010 ha iniziato a lavorare come giornalista parlamentare per Cumheriyet.

### Scandalo dei camion dei servizi segreti
Nel maggio 2015 Cumheriyet ha pubblicato un video che mostrerebbe un convoglio di camion carichi di armi, inviati dall'intellicence turca per rifornire lo Stato Islamico in Siria nel 2014.
Nel novembre del 2015 la ONG francese Reporter senza frontiere ha assegnato al quotidiano Cumhuriyet un premio per la difesa della libertà di stampa. Pochi giorni le autorità turche hanno arrestato Gül e il capo redattore Can Dündar, con le accuse di far parte di un gruppo terroristico armato (il movimento di Fethullah Gülen, considerato terrorista dalla Turchia) e di diffusione di materiale coperto da segreto di stato, in relazione al video che avevano pubblicato in maggio. 
Dopo 92 giorni di detezione, i due giornalisti sono stati rilasciati per effetto di una sentenza della Corte costituzionale, che ha ricevuto il plauso del Parlamento europeo.

### Sindaco di Isole dei Principi
Nelle elezioni amministrative turche della primavera del 2019 è stato eletto sindaco del distretto Isole dei Principi, nel comune metropolitano di Istambul.

## Riconoscimenti
Nel 2015 la Social Democracy Foundation di Istambul, ha assegnato il premio Diritti Umani Democrazia Pace e Solidarietà a Gül e Dündar e al reporter Tahir Elçi (che era stato ucciso in una sparatoria tra polizia e militanti curdi).
Nel maggio 2016 Gül e Dündar hanno ricevuto il premio per la libertà di opinione da parte del Club della stampa svedese.
Nel giugno 2016 l'associazione non governativa European Centre for Press and Media Freedom ha assegnato ad Erdem Gül e Can Dündar, il Prize for the Freedom and Future of the Media, per «accendere una luce suk lavoro dei molti giornalisti che in Turchia sono perseguitati».
Nel novembre 2016 ai due giornalisti è stato assergnato il premio Hermann Kesten della fondazione PEN International, come gesto di solidarietà per la repressione subita dopo aver sollevato la questione del sostegno dei servizi segreti turchi allo Stato Islamico.